# IBM PC XT
IBM PC XT，全称IBM Personal Computer XT（型号5160，通常缩写为PC/XT），为美国国际商用机器公司在IBM个人电脑系列中推出的第二款计算机，于1983年3月8日发布。XT是世上首款内置硬盘的个人电脑，并配有额外的扩展槽，除此之外它与1981年发布的原版IBM PC即5150型十分相似。

## 名称
国际商业机器公司(IBM)没有在产品、新闻稿、说明书或文档中指定“XT”的扩展名称，但一些出版物将这一名称延伸为“eXtended Technology”或“eXTended”即扩展技术。

## 特征
从硬件角度来说，XT被认为仅是这个系列上量的改进而非质的飞跃，与一些人预期中将会十分惊艳的下一代继任者存在差距。具体来讲，与原版IBM PC相比，XT具有以下几个主要区别：
- 扩展槽数量从五个增加到了八个
- 基础RAM增加到至少128KB
- 一个容量为10MB的硬盘作为标准设备包含在内

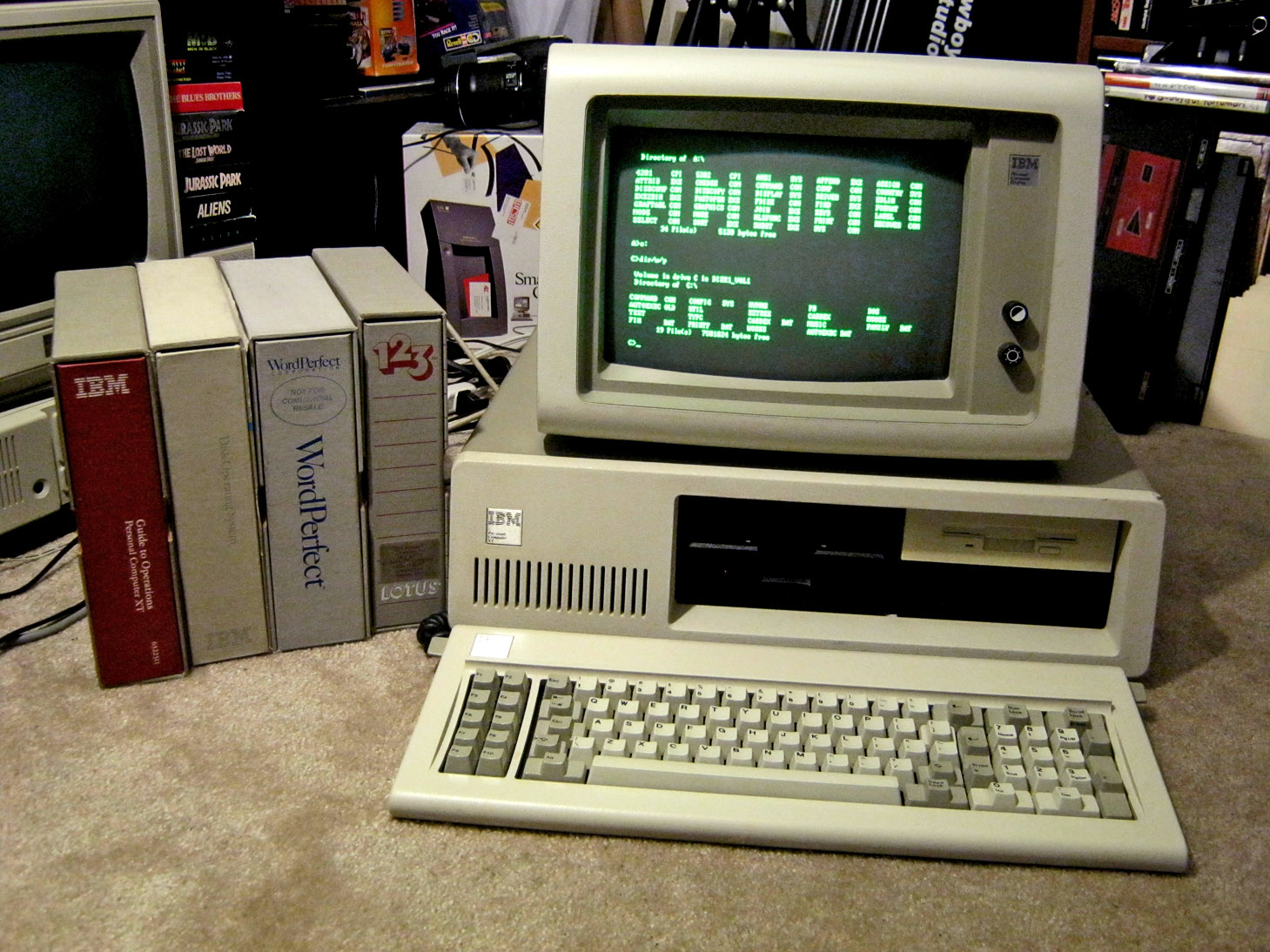
一台工作中的IBM PC XT（5160）

- 预载了PC DOS 2.0

其他规格与上一代IBM PC大体相同。

### 扩展插槽
原版IBM PC即5150型中的扩展槽数量是该产品的一个限制因素，因为基本组件（如视频控制器、磁盘控制器和打印机接口）每个都有单独的扩展卡，并且会快速填满所有五个可用插槽，这要求用户不得不根据任务需要来更换扩展卡。一些IBM的兼容机通过将组件集成到主板以释放插槽来解决这个问题，而外部的设备制造商生产的产品则将多种功能集成到一张卡中。
XT通过增加三个额外的扩展槽（总共达到八个）解决了这个问题。虽然插槽本身与最初的IBM PC中的插槽相同，但机箱中的物理空间量不同，因此其中两个新插槽（位于硬盘驱动器后面）不能接受全长卡。另外，插槽的间距比原来的PC要窄，无法安装一些多板卡。

### 扩展单元
作为后继扩展机型的5161采用与XT相同的机箱和电源，但没有使用主板，而是提供了一个带有八个卡插槽的迴路基板。它使用系统单元中的扩展卡和扩展单元中的接收卡连接到主系统单元，通过定制电缆连接。5161附带了10MB容量的硬盘驱动器，并预留有加装第二个硬盘的空间。
扩展单元也可以包含额外的内存，但扩展卡可能会在扩展单元插入到内存区后待机，因此最好将内存安装到主系统单元中。
5161可以连接到XT或早期的5150即原版IBM PC之中。

### 键鼠信息

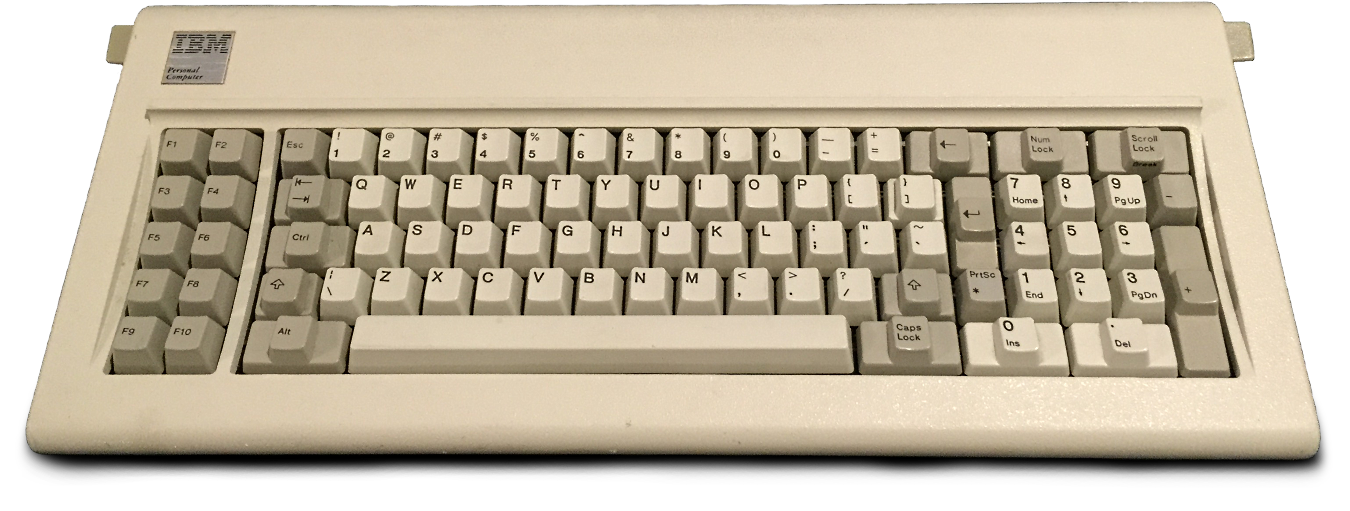
IBM PC XT所使用的的F型键盘

XT所处的时代，鼠标仍然是一种开发中的新颖概念，亦无适用的操作系统存在。因此作为早期个人计算机的XT没有配备任何款式的鼠标。但是XT所使用的键盘则十分考究。其传承自上一代产品即原版IBM PC的F型键盘，每个键可以分别承受上亿次敲击，质量远超当时的其他PC系列。TX背面有一个用于连接键盘的5孔DIN插头，所使用的F型键盘一共有83个按键，与5150型相同，而某些子型号则有“增强型”的键盘布局。原版IBM PC和XT都使用了现在所谓的“XT协议”。后来的IBM PC AT（5170型）将其更改为使用不同指令的新版“AT协议”，因此原版IBM PC和XT的键盘与后继者们的键盘是无法通用的。

### BIOS / RTC
XT的BIOS位于主板上的两个独立芯片内。分别位于插座U18和U19 之中。XT的BIOS有4个修订版本，仅按日期区分，并无版本号上的差异，日期格式始终为月/日/年，它们分别是：
- IBM 第 5000026 部分（U18 中）和 #5000027部分（U19中）- 日期为08/16/82。支持360KB软盘驱动器。
- IBM 第 1501512 部分（U18 中）和 #5000027（U19中）或 #1501512（U18中）和 #6359116（U19中）的日期为11/08/82。支持360 KB软盘驱动器，部分支持720 KB（需要驱动程序。要使用 DEVICE=C：\DOS\DRIVER 加载 SYS。SYS /D：0 /F：2 以成功格式化720 KB磁盘）。
- IBM 第 #62X0851 部分（U18）和#62X0854（U19）- 日期为 01/10/86。支持360 KB、720 KB和1.2 MB软盘驱动器。请注意，虽然BIOS支持1.2 MB驱动器，但XT中提供的软盘控制器不支持高密度驱动器。
- IBM 第 #62X0890 部分（U18中）和#68X4370部分（U19中）- 日期为 05/09/86。与以前的版本相同，此BIOS版本的一个已知问题是某些第三方软盘控制器无法启动1.44 MB软盘。

### 其他特性

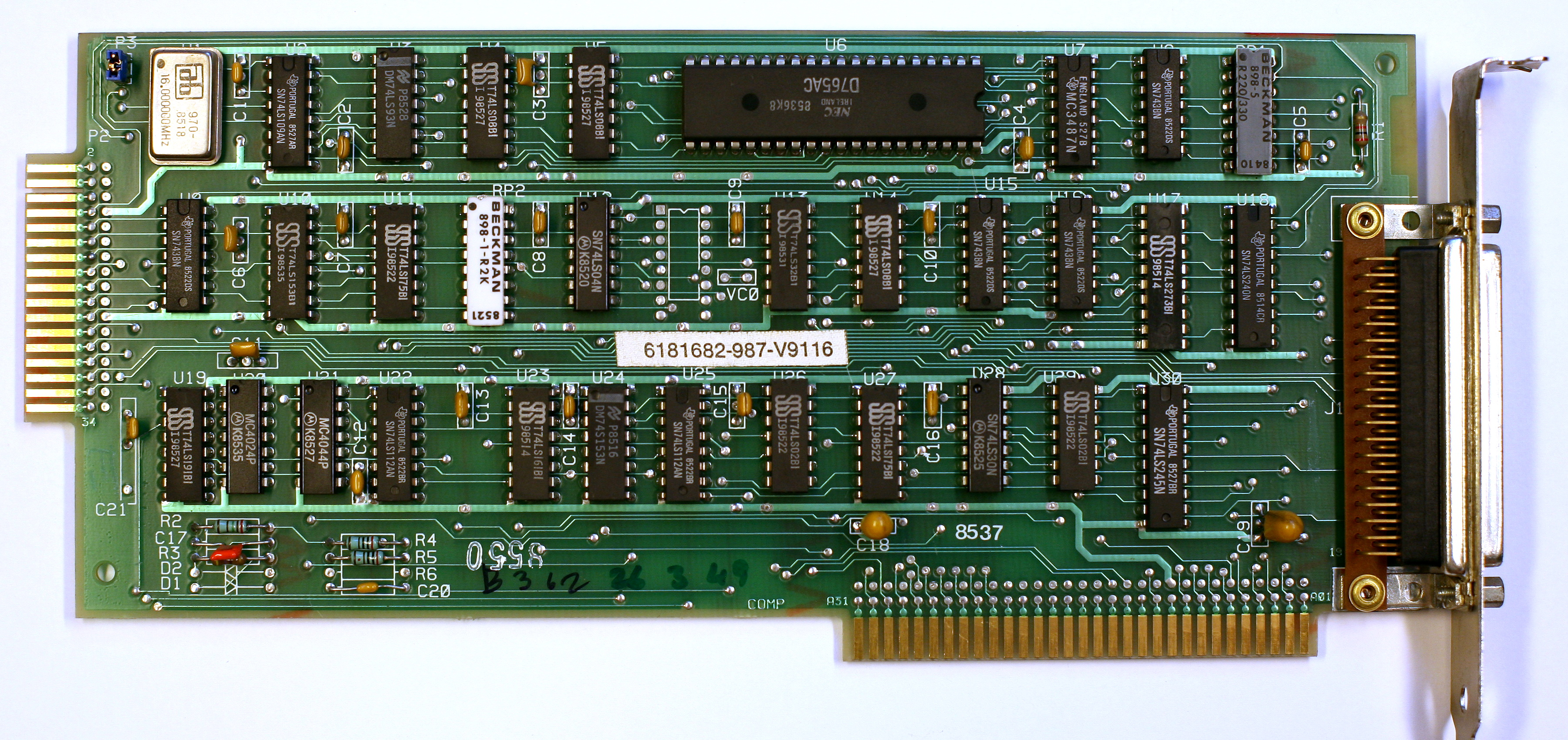
IBM PC XT的软盘控制器

PC DOS 2.0提供了9个扇区的软盘格式，每个磁盘又分别提供180K/360K（单面与双面）容量，而前一个版本的8扇区格式提供的容量为160K/320K。
XT在市场上的头两年没有提供单独的软盘型号，尽管仍然包括带有两个软盘连接器的标准带状电缆。当时，为了获得第二个软驱，用户不得不购买5161的扩展机箱。
与最初的IBM PC一样，XT带有ROM中的IBM BASIC。与5150不同的是，XT BIOS还会在POST使用期间显示内存计数。
XT有一个类似于5150的桌面机箱。它重15千克，大约50厘米宽，41厘米长，14厘米高。
本机型的电源达到130瓦，是对原版5150的升级。起初在美国销售的产品配置仅为120瓦，不能与240瓦的主电源一起使用。后来搭配有240瓦兼容电源的XT逐渐在国际市场上销售。两者的额定功率均为130瓦。

## 后继变体
IBM制造过XT的几个子体。

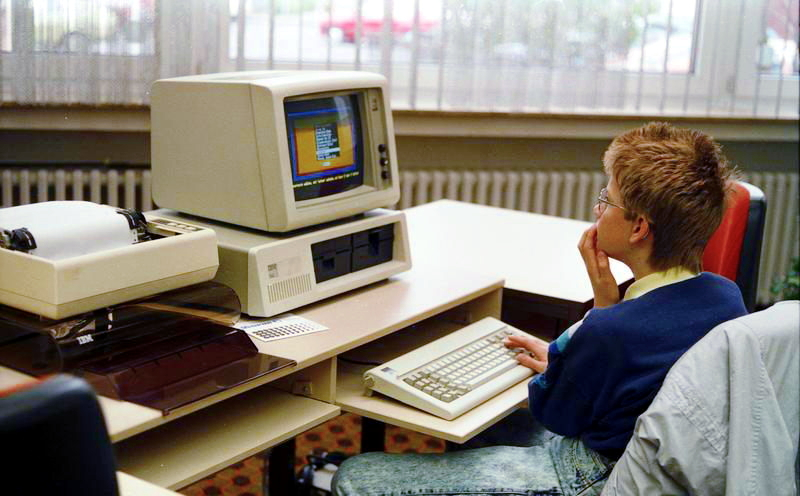
带5153彩色显示屏的IBM PC/XT

3270 PC是XT的一个变体，具有3270终端仿真功能，于1983年10月发布。
1985年发布的068和078子型号也提供了不带硬盘的双软盘配置，并且新的增强型图形适配器和专业图形适配器亦作为视频卡选项提供。
1986年，IBM推出了256-640KB的主板型号，改为半高软盘驱动器（half height floppy-disk drives）。
子型号268、278和089配备了101键「增强型」布局的键盘（本质上是 IBM M型，但适用于XT的键盘协议）。
子型号267、277和088配有原版5150的键盘，但可使用3.5英寸软盘驱动器，并且5.25英寸半高密度的20MB希捷ST-225硬盘取代了此前的10MB驱动器。
子型号788是唯一一款标配彩色图形适配器的XT。

XT 286 徽章

子型号568、588和589被用作XT/370的基础型发布；它们有一个额外的协同处理器，可以执行System/370指令。 也存在带有Series/1协同处理器的XT机型，但它有自己的系统单元编号，即IBM 4950。

### IBM XT 286
1986年，XT 286（型号5162）发布，配备6个MHz英特尔 80286处理器。尽管作为比IBM AT更低端的型号进行销售，但该系统运行许多应用程序的速度比当时拥有6个MHz 286处理器的AT还快，因为它具有无延迟的RAM。:95
它附带了640KB随机存储器标准，与AT同款的1.2MB高密度软盘驱动器和一个20MB的硬盘。尽管有这些功能，但评论认为它的市场价值较差。
XT 286采用157瓦电源，可在115或230瓦之间进行热切换。

## 市场反馈
XT在发售之初价格高昂，其中搭配有256KB-RAM和彩色图形适配器的顶配机型的发售价达到了7545美元（约为今天的22550美元以上）。即便到了1985年作为后继者的AT开始取代XT的地位时，其各种型号的售价依然高达2295美元至3895美元。虽然价格昂贵，但是XT至发售以后便广受好评，尽管作为预载操作系统的PC DOS 2.0被认为是比任何硬件上的更改都更显著的一个改进。由于XT的畅销，到了1983年底，IBM售出了他们已制造的每一台设备。  康柏电脑的首款产品即康柏便携机（Compaq Portable）也于1983年3月问世，并证明其为一个同样很受欢迎的竞争对手。有时其被称为“首个PC兼容机的克隆” 和第一个“合法的克隆”  ，这种区别可能催生出了另一个型号即MPC 1600。  其他“克隆”包括康柏的Seequa Chameleon、海伯利安（Hyperion）、老鹰电脑（Eagle Computer）出品的Eagle 1600与Corona PC。后两家公司被IBM起诉并最终于庭外和解，IBM同意以不侵犯自己版权的方式重现它们的BIOS。
XT于1987年春天停产。